# Vidas Opostas
Vidas Opostas é uma telenovela brasileira produzida e exibida pela Record entre 21 de novembro de 2006 e 27 de agosto de 2007 em 240 capítulos, substituindo Cidadão Brasileiro e sendo substituída por Caminhos do Coração. Foi a 7ª novela exibida pela emissora desde a retomada da dramaturgia em 2004. Foi escrita por Marcílio Moraes com a colaboração de Antônio Carlos de Fontoura, Joaquim Assis, Luiz Carlos Maciel, Melissa Cabral e Paula Richard, sob direção de Edgard Miranda e Vicente Barcellos e direção geral de Alexandre Avancini. 
Vidas Opostas foi elogiada pela imprensa especializada pela crítica sócio-econômica proposta por Marcílio ao descaso do Estado com os moradores das comunidades e à influência das milicias neste locais, além de ser creditada como a primeira telenovela a abordar a realidade das favelas sem esconder ou suavizar o crime e o tráfico. Se tornou a novela da Record com mais indicações à prêmios, entre eles Prêmio Extra, Prêmio Contigo!, Prêmio Quem, Troféu APCA, Prêmio Arte Qualidade Brasil e Troféu Imprensa – no qual foi a primeira fora da Rede Globo a vencer como melhor novela desde Éramos Seis (1994).
Conta com Maytê Piragibe, Léo Rosa, Heitor Martinez, Lavínia Vlasak, Marcelo Serrado, Lucinha Lins, Nicola Siri e Raul Gazolla nos papéis principais.

## Produção
"O texto é ousado. É uma radiografia da situação atual do Brasil. Queremos mostrar o contraste. Teremos luxo, mas não vamos encobrir a pobreza, a violência, que são reais. Na vida real as crianças no crime passam o dia com armas nas mãos, não vamos encobrir. Vamos fazer um realismo crítico."

— O diretor Alexandre Avancini sobre a proposta de Marcílio Moraes em abordar pela primeira vez numa novela a realidade crua das favelas com o crime e o tráfico.
No final de 2005, após finalizar os trabalhos em Essas Mulheres, Marcílio Moraes começou a desenvolver a sinopse de uma nova telenovela, a qual foi aprovada para substituir Cidadão Brasileiro no recém-inaugurado horário das 22h30. Segundo o autor, a novela era focada no realismo crítico, uma vez que a intenção era mostrar a situação nas favelas de forma realista em tom de crítica sócio-econômica, sem fantasiar ou maquiar a violência e intimidação policial à população que realmente ocorria dentro das comunidades, mostrando também o crescimento da milícia dentro da polícia convencional, algo que não era feito nas novelas até então.
Além disso Marcílio disse que queria quebrar o que chamou de "estética da exclusão" da Rede Globo ao colocar a favela em primeiro plano, alegando que o padrão de centrar novelas em bairros nobres "camufla os graves problemas sociais que vivemos, excluindo parte significativa da população brasileira do universo ficcional". As principais inspirações de Marcílio foram o filme Cidade de Deus (2002) e a peça teatral Fuenteovejuna (1619), no qual um povoado se revoltava contra um governante violento. A favela Tavares Bastos serviu de cenário para as locações do fictício Morro do Torto, sendo que todas as cenas externas foram gravada na própria favela, um pedido do próprio autor. As gravações no local só foram possíveis pela favela ter sido pacificada anos antes pela polícia e não contar mais com tráfico ou violência. A figuração era realizada com moradores locais.
Antes da estreia, Marcílio questionou a emissora se queriam realmente colocar a novela no ar, uma vez que acreditava que seria difícil vende-la aos patrocinadores por ser centrada na favela e as classes D e E, naquele momento, não serem vistos como comercialmente rentáveis: "O potencial de merchandising da minha novela não se compara ao de Páginas da Vida, que se passa no Leblon, de classe média. Para eles [publicitários], favelado consome pouco". Apesar disso, a emissora confirmou a intenção de lançá-la e Vidas Opostas se tornou a telenovela mais rentável da emissora em 2007 devido a alta audiência.

### Escolha do elenco

Cartaz de divulgação de Vidas Opostas.

Originalmente Vanessa Gerbelli foi escalada como a protagonista Joana, porém em agosto a atriz descobriu estar grávida e teve que deixar o projeto. A cantora Wanessa Camargo, que queria estrear como atriz e havia sido reprovada um ano antes para América, fez um teste, porém não foi aprovada. Lavínia Vlasak que tambem fez testes para interpretar Joana, foi escalada para interpretar a obsessiva Erínia. Para o papel foi escalada Maytê Piragibe, que havia sido bem avaliada em seu papel como a estudante que lutava contra a ditadura em Cidadão Brasileiro, tendo apenas um mês de preparação entre uma novela e outra. Para o protagonista masculino a direção decidiu repetir o feito de Bicho do Mato e revelar um novo rosto que viesse do teatro, realizando testes com cerca de 50 atores dos quais Léo Rosa foi o escolhido. Marcelo Serrado inicialmente seria o protagonista masculino, pórem devido a gravidez de Gerbelli e a decisão da direção de escalar um rosto desconhecido, foi realocado para interpretar Jacson, porém pediu para interpretar o delegado Nogueira após ler o perfil do personagem e se interessar, sendo que o primeiro passou para Heitor Martinez.
Para a novela foram contratados diversos atores como Lucinha Lins, Nicola Siri, Tássia Camargo, Flávia Monteiro, Luciano Szafir, Jussara Freire, Sílvia Bandeira, Roger Gobeth e Ângelo Paes Leme.

## Enredo
Joana (Maytê Piragibe) é uma moça batalhadora que mora em uma das favelas mais perigosas do Rio de Janeiro, o Morro do Torto, e se divide entre a faculdade pública e o trabalho para ajudar os pais, Lucília (Tássia Camargo) e Haroldo (Raymundo de Souza), a criarem seus dois irmãos longe do crime. Ela se apaixona por Miguel (Léo Rosa), um herdeiro milionário que retornou há pouco tempo do doutorado na Inglaterra e se encanta pela simplicidade e honestidade da moça, o qual ele não vê no mundo dos grandes negócios que o rodeia. Quem não gosta disso é Erínia (Lavínia Vlasak), noiva de Léo que se torna cada vez mais obsessiva por ele a ponto de planejar matar a rival, e Jefferson (Ângelo Paes Leme), ex-namorado traficante de Joana que saiu da cadeia e não aceita ter perdido-a. Após Haroldo assassinar Jeferson para livrar a filha da perseguição – e morrer por isso – Joana e Miguel acreditam que viverão o amor em paz, porém Jacson (Heitor Martinez), irmão do traficante e conhecido como o "rei do Torto", foge da prisão e jura se vingar da moça, embora se fique obcecado pela beleza dela, passando a ameaçar todos a seu redor para pressiona-la a ficar com ele e assumir o tráfico ao seu lado.
A facção de Jacson é formada por Torres (Nill Marcondes), Mofado (Gilson Moura), Cício (Sílvio Guindane), Sovaco (Leandro Firmino), Pé de Pato (Felipe Martins), Pavio (Philippe Haagensen) e Caranguejo (Henrique Pires) – os três últimos que planejam trai-lo quando Joana interfere no tráfico. Ainda há Carlinhos (Leandro Léo), menino que sonhava em se tornar jogador de futebol, mas sem conseguir uma chance junta-se ao tráfico para desespero da mãe, Carmem (Jussara Freire), que lutou a vida toda contra a bandidagem na favela. Do outro lado está Nogueira (Marcelo Serrado), um delegado inescrupuloso e corrupto, que comanda uma rede de policiais milicianos com a ajuda de seu comparsa, o inspetor Hélio (Raul Gazolla), a qual conseguiu que as facções lhe pagassem para ficar fora do radar, menos a de Jacson, passando a persegui-lo e enviando o recém-saído da prisão Inhame (Rafael Queiroga) para se tornar infiltrado. Psicopata, Nogueira ainda espanca e tortura psicologicamente a esposa, Neusa (Ana Paula Tabalipa), e a faz cumprir suas fantasias sexuais escabrosas, além do coagir o filho, Felipe (Pedro Malta), contra a mãe.
Tudo muda quando o promotor Leonardo (Luciano Szafir) começa a investigar a corrupção dentro da polícia e a milícia com a ajuda da delegada Carmo (Raquel Nunes), com quem também começa a se envolver romanticamente, embora a vida deles entre no alvo de Nogueira. Filha de Leonardo, Carla (Juliana Lohmann) vive em conflito com a mãe, Patrícia (Babi Xavier), tanto por ir nos bailes funk na favela, quanto por ela ter se envolvido com seu amigo, Alfredo (Daniel Dalcin), de apenas 17 anos. Já a mãe do promotor, Lisinha (Íris Bruzzi) é uma mulher viciada em jogos de azar, que vive em cassinos clandestinos com a amiga Margarida (Cristina Pereira) e envolve-se com o bicheiro Willy Berloque (André Valli). Mãe de Miguel, Ísis (Lucinha Lins) é uma milionária que se divide entre ajudar o romance de Miguel e Joana e presidenciar as empresas da família, embora nem imagine que sua invejosa prima Maria Lúcia (Flávia Monteiro), arquitete para dar um golpe nela e tomar o negócio com a ajuda do vice-presidente Mário (Cecil Thiré) e do advogado mau-caráter Felix (Roger Gobeth) – que é obcecado e persegue Carla. Paralelamente ela reencontra Bóris (Nicola Siri), sua grande paixão de juventude que a ajudará a redescobrir o amor e a se livrar do golpe.

## Reprise
Foi reprisada entre 28 de março e 11 de junho de 2012 às 21h15 de forma compacta em apenas 53 capítulos, sendo utilizada para ocupar o espaço vago até a estreia da nova temporada de CSI.

## Elenco
| Intérprete            | Personagem                                                                 |
| --------------------- | -------------------------------------------------------------------------- |
| Maytê Piragibe        | Joana de Souza Diniz                                                       |
| Léo Rosa              | Miguel Campobello                                                          |
| Heitor Martinez       | Jacson Farias                                                              |
| Marcelo Serrado       | Delegado Dênis Nogueira (Nogueira)                                         |
| Lavínia Vlasak        | Erínia Oliveira e Mello                                                    |
| Lucinha Lins          | Ísis Campobello                                                            |
| Nicola Siri           | Bóris Sanches Pereira (Genaro Alighieri / Guido Donati / Frederico Colodi) |
| Cecil Thiré           | Mário Carvalho                                                             |
| Tássia Camargo        | Lucília de Souza Diniz                                                     |
| Jussara Freire        | Carmem de Souza Laranjeira                                                 |
| Luciano Szafir        | Promotor Leonardo Rocha                                                    |
| Raquel Nunes          | Delegada Maria do Carmo Sendeiros                                          |
| Roger Gobeth          | Félix Teixeira                                                             |
| Flávia Monteiro       | Maria Lúcia Queiroz Campobello                                             |
| Raul Gazolla          | Inspetor Hélio Nunes                                                       |
| Ana Paula Tabalipa    | Neusa Lima Nogueira                                                        |
| Nill Marcondes        | Hermenegildo Torres (Torres)                                               |
| Sylvia Bandeira       | Cilene Oliveira e Mello Ventura                                            |
| Mário Schoemberger    | Sérgio Ventura                                                             |
| Babi Xavier           | Patrícia Toledo                                                            |
| Bukassa Kabengele     | Marcelo Marques                                                            |
| Roberta Santiago      | Rosária da Luz                                                             |
| Gabriela Durlo        | Daniela Cavalcanti Abreu                                                   |
| Sílvio Guindane       | Cecílio da Silva (Cicio)                                                   |
| Leandro Firmino       | José Ferreira (Sovaco)                                                     |
| Íris Bruzzi           | Elisa Rocha (Lisinha)                                                      |
| André Valli           | Willy Berloque                                                             |
| Cristina Pereira      | Margarida Ramos                                                            |
| Gilson Moura          | Genevaldo Cavalcanti (Mofado)                                              |
| Felipe Martins        | Pé de Pato                                                                 |
| Henrique Pires        | Zaqueu Silvino (Caranguejo)                                                |
| Valquíria Ribeiro     | Isabel Lopes                                                               |
| Alexandre Paternost   | Pedro Lopes                                                                |
| Leandro Léo           | Carlos Laranjeira (Carlinhos)                                              |
| Juliana Lohmann       | Carla Toledo Rocha                                                         |
| Daniel Dalcin         | Alfredo Oliveira e Mello Ventura                                           |
| Thaís Botelho         | Mariana Lopes                                                              |
| Maria Sílvia          | Mercedes Abreu                                                             |
| Marcelo Escorel       | Roberto Andrade                                                            |
| Dulce Bressane        | Rute                                                                       |
| Telma Cunha           | Sueli                                                                      |
| Gustavo Duque         | Inspetor Marcos Pascoal                                                    |
| Ana Ferraz            | Márcia Ribeiro (Marcinha)                                                  |
| Philippe Haagensen    | Ildebrando (Pavio)                                                         |
| Nanda Ziegler         | Lathife                                                                    |
| Rafael Queiroga       | Sinésio dos Anjos (Inhame)                                                 |
| Rafael Queiroga       | Marcelino dos Anjos (Navalha)                                              |
| João Sabiá            | Inspetor Sílvio Gonçalves                                                  |
| Juliana Lopes         | Cláudia Nicoletti                                                          |
| Tila Teixeira         | Eneida                                                                     |
| Jonathan Nogueira     | Francisco (Chico)                                                          |
| Renata Quintela       | Cristina                                                                   |
| Cláudio Garcia        | Martinho                                                                   |
| Marise Gonçalves      | Amélia                                                                     |
| Valnei Aguiar         | Eleutério                                                                  |
| Pedro Malta           | Felipe Lima Nogueira                                                       |
| Bianca Salgueiro      | Letícia de Souza Diniz                                                     |
| Leonardo Branchi      | Wilson de Souza Diniz                                                      |
| Ana Beatriz Cisneiros | Madalena da Luz                                                            |

### Participações especiais
| Ator              | Personagem                       |
| ----------------- | -------------------------------- |
| Márcio Garcia     | Inspetor Jorge Alencar (Alencar) |
| Ângelo Paes Leme  | Jéferson Farias                  |
| Raymundo de Souza | Haroldo Diniz                    |
| Kito Junqueira    | Oscar Tostão                     |
| Caco Baresi       | Rubens Laranjeira                |
| Marcos Barreto    | Fausto                           |
| Camilo Bevilacqua | José de Oliveira                 |
| Anna Terra        | Fátima                           |
| Blota Filho       | Dr. Renato Abreu                 |
| Augusto Vargas    | Dr. Renato Menezes               |
| Telcy Miranda     | Dra. Irene Aguiar                |
| Márcio Rosário    | Xavier                           |
| Daniel Barcellos  | Deputado Feitosa                 |
| Milhem Cortaz     | Sextavado                        |
| Ed Oliveira       | Bolado                           |
| Deiwis Jamaica    | Canudo                           |
| Cinara Leal       | Vanda                            |
| Hanna Romanazzi   | Luíza                            |
| Carlo Mossy       | Blue Eyes                        |
| Rogério Fróes     | Dr. Francisco Moura              |
| Jalusa Barcellos  | Juíza Jalusa Loroza              |
| Chico Tenreiro    | Ifigênio Cavaquinha              |
| Hélio Ribeiro     | Dr. Gustavo                      |
| Vitor Hugo        | Gilberto                         |
| Créo Kellab       | Pernilongo                       |
| Zeca Carvalho     | Orozimbo                         |
| Alessandro Maciel | Cotia                            |
| Francisco Silva   | Dr. Araújo                       |
| David Hermann     | Ernesto Figueiredo               |
| Ricardo Carriço   | Fernando Cunhal                  |
| Anna Ludmilla     | Ana Cunhal                       |
| André Gago        | Ciprião de Almeida               |
| Marques d'Arede   | Teodoro de Azevedo               |
| Debby Lagranha    | Juliana (Ju)                     |
| André Schmidt     | Badalhoca                        |
| Claire Digon      | Frida Alencar                    |
| César Maia        | Ele mesmo                        |
| Marcelo Crivella  | Ele mesmo                        |
| Carlos Minc       | Ele mesmo                        |

## Música
A trilha sonora de Vidas Opostas foi lançada em 12 de janeiro de 2007 e trouxe na capa uma visão da favela. Com exceção da primeira e da última faixa, o restante do álbum é composto exclusivamente por canções de Chico Buarque em versões originais dele ou regravadas por outros artistas, um pedido do próprio autor da novela.
| N.º | Título                        | Música                            | Personagem                  | Duração |  |
| 1.  | "Aquarela do Brasil"          | Leo Gandelman e Nico Rezende      | Abertura                    | 4:12    |  |
| 2.  | "Tatuagem"                    | Djavan                            | Patrícia e Alfredo          | 4:13    |  |
| 3.  | "O Meu Amor"                  | Tetê Espindola                    | Joana e Miguel              | 4:09    |  |
| 4.  | "Imagina"                     | Chico Buarque e Mônica Salmaso    | Leonardo e Carmo            | 1:59    |  |
| 5.  | "O Que Será (A Flor da Pele)" | Chico Buarque e Milton Nascimento | Ísis e Bóris                | 3:42    |  |
| 6.  | "Atrás da Porta"              | Francis Hime                      | Geral                       | 2:23    |  |
| 7.  | "Gota d'água"                 | Simone                            | Neusa                       | 3:33    |  |
| 8.  | "Apesar de Você"              | Beth Carvalho                     | Geral                       | 4:33    |  |
| 9.  | "Olhos nos Olhos"             | Miúcha e Tom Jobim                | Geral                       | 4:10    |  |
| 10. | "Futuros Amantes"             | Angela Ro Ro e Antônio Adolfo     | Ísis                        | 5:20    |  |
| 11. | "Ode aos Ratos"               | Chico Buarque                     | Jacson                      | 3:09    |  |
| 12. | "Folhetim"                    | Rosa Passos                       | Erínia                      | 3:07    |  |
| 13. | "Feijoada Completa"           | João Nogueira                     | Lucíola                     | 3:32    |  |
| 14. | "É Guerra"                    | Vinimax                           | Nogueira / Facção de Jacson | 3:09    |  |

Outras canções não incluídas no álbum
Outras 17 canções de Chico Buarque também gravadas por ele ou regravadas por outros artistas também fizeram parte da novela:
- "Deixa a Menina" - Chico Buarque e Toque de Arte (tema de Carmem)
- "Flor da Idade" - Oswaldo Montenegro (tema de Ísis)
- "Bye Bye Brasil" - Fátima Guedes
- "Partido Alto" - Evandro Mesquita
- "Vai Passar" - Joyce
- "A Ostra e O Vento" - Cláudia Netto e Leandro Braga
- "Pelas Tabelas" - Carlinhos Vergueiro
- "Trocando em Miúdos" - Cláudio da Matta
- "Caçada" - Mestre Ambrósio
- "Ciranda da Bailarina" - Shabella
- "A Voz e O Dono da Voz" - Vinimax
- "Construção" - Vinimax
- "Minhas Meninas" (Instrumental) - Chico Buarque
- "Cobra de Vidro" (Instrumental) - Chico Buarque
- "Roda Viva" (Instrumental) - Chico Buarque
- "Vai Levando" (Instrumental) - Chico Buarque
- "Deus lhe Pague" (Instrumental) - Chico Buarque

## Repercussão

### Audiência
Exibição original
O primeiro capítulo de Vidas Opostas marcou 16 pontos com picos de 20 e 24% de participação, representando a maior audiência de estreia desde a retomada da dramaturgia da Record em 2004. O segundo capítulo superou o primeiro e marcou 17 pontos e 26% da participação, representando uma diferença de apenas 5 pontos da Rede Globo e 10 a mais que o SBT. Durante sua exibição, Vidas Opostas manteve a audiência acima dos dois pontos, variando entre 10 e 16, sendo que em 31 de janeiro de 2007, bateu o recorde ao atingir 22 pontos com picos de 26 e 31% de participação, liderando o horário durante parte do capítulo. Em 7 de fevereiro, a novela liderou novamente com 19 pontos e picos de 26, ficando 3 pontos na frente da Rede Globo. O último capítulo marcou 25 pontos com picos de 27 e 40% de participação, liderando no horário e sendo a maior audiência já registrada por um capítulo de telenovela da Record desde a retomada. Vidas Opostas teve média geral de 13 pontos.
Reprise
O primeiro capítulo da sua reprise teve média de 13 pontos e o último 4 pontos.

### Recepção da crítica
Vidas Opostas recebeu críticas positivas dos profissionais especializados. Carla Bittencourt, do jornal O Globo, disse que a obra era uma "novela da vida real" e conquistou o público por ter cenas fielmente inspiradas na vida das comunidades, acrescentando que "cenas de tiroteio e diálogos com palavrões" davam veracidade ao texto e que Marcílio havia produzido uma obra de alta qualidade. Guilherme Machado, do IG, disse que a novela chocou por conta da "história recheada de violência", mas que isso era apenas um retrato do Brasil moderno, e que foi uma das "melhores e mais bem produzidas" novelas da emissora. Jeferson Souza, do portal O Planeta TV, disse que Vidas Opostas mudou o estilo de teledramaturgia no Brasil ao trazer a realidade das favelas e que influenciou novelas da Rede Globo a apostarem no tema, como Duas Caras. O portal Gazeta Digital disse que a novela teve "cenas bem dirigidas", um texto que "fluía com tranqüilidade" e dosou bem a temática da violência com outras como romance e corrupção, elegendo Lucinha Lins, Cecil Thiré e Leandro Firmino como os destaques da trama e dizendo que a qualidade da novela engoliu a concorrência da Rede Globo.
Ana Paula Alfano, da revista IstoÉ Gente, disse que a novela era "melhor produto que a emissora já lançou", não devia nada às novelas da Rede Globo e tinha uma produção impecável ao apostar em cenários realistas e filmagens cinematográficas, acrescendo que as cenas de ação eram super-produzidas e lembravam a franquia Missão Impossível. A jornalista ainda declarou que a obra traçava uma crítica social do Brasil como nunca visto antes nas novelas, apenas no cinema em filmes como Cidade de Deus, e que o conteúdo do texto era o maior mérito desta. Eduardo Valente, da revista Cinética, disse que a trama "impressionou pela ambição" ao colocar a periferia no centro das atenções pela primeira vez na televisão e fazia um "painel crítico do Brasil atual".
Laura Mattos, do jornal Folha de S.Paulo, lembrou que Marcílio disse em entrevista em 2002 ao ser demitido da Rede Globo que poderia bate-la caso outro canal lhe contratasse – "Sei fazer novelas e, se algum concorrente me der recursos, sei como bater a Globo" – e o fato se realizou cinco anos depois.

### Desfecho dos personagens
"Não sei o que fazer com eles [os bandidos]. Não posso matar ou mandar todos para a cadeia porque não é assim que acontecesse na vida real. Mas também não seria certo que se dessem bem no final."

— Marcílio Moraes sobre a pressão do público para não matar ou prender os bandidos no final.
Devido ao sucesso dos personagens do núcleo da favela, o público passou a pressionar Marcílio Moraes para que tivessem um desfecho positivo. A primeira foi Rosária, que originalmente faria apenas o primeiro mês da trama antes de morrer, mas teve seu destino alterado para viver em fuga dos bandidos. Na reta final os telespectadores passaram a enviar e-mails para a emissora e até uma petição online foi criada para que o traficante Jacson e alguns de seus companheiros, como Mofado e Torres, não fossem mortos ou presos no fim da novela. A principal justificativa do público era Jacson não era uma pessoa má por natureza, mas sim vítima do meio em que foi criado e se tornou um espelho da família violenta e bandida que teve, que Mofado havia se mostrado um homem amoroso ao conhecer a neta e que Torres evitou durante toda trama que outros jovens entrassem no tráfico.
Na época Marcílio declarou que não sabia o que fazer com os personagens, uma vez que o público o pedia para absolvê-los – "Minha contadora me pediu para deixar Joana e Jacson juntos. Quando disse que ele era um bandido, ela argumentou que ele não era mau, era só uma pessoa que tinha sofrido muito na vida" – mas que não poderia deixar que o público esquecesse que eles eram bandidos, que traficaram e mataram pessoas durante toda a trama. Para agradar o público, Marcílio deu um desfecho positivo para o adolescente Carlinhos, que voltou a estudar e conseguiu se tornar jogador de futebol, e para Sovaco, que deixou o tráfico para se tornar sambista. Já Jacson e Mofado acabaram mortos, apesar do apelo popular, assim como Caranguejo e Pé de Pato, enquanto Cicio e Torres foram presos e Pavio encontrou uma nova facção.

### Legado
Desde sua exibição Vidas Opostas figura em listas de jornais e portais como a melhor novela produzidas pela Record e uma das melhores do Brasil. Em 2009 a novela foi tema de um TCC na Universidade de São Paulo (USP) sob o tema de "Vidas Opostas, vidas expostas: a violência na telenovela", abordando a temática da violência urbana apresentada na trama. Em 2017, A Força do Querer, escrita por Glória Perez, recebeu comparações com Vidas Opostas pela abordagem da criminalidade e o tráfico nas favelas, embora a própria autora tenha elogiado a trama de Marcílio na ocasião e classificado-a como "um novelaço".

## Prêmios e indicações
| Ano  | Prêmio                       | Categoria                | Recebido por       | Resultado | Ref.   |
| ---- | ---------------------------- | ------------------------ | ------------------ | --------- | ------ |
| 2007 | Prêmio Arte Qualidade Brasil | Ator Revelação           | Léo Rosa           | Venceu    | [ 46 ] |
| 2007 | Troféu APCA                  | Melhor Ator              | Marcelo Serrado    | Venceu    | [ 47 ] |
| 2007 | Troféu APCA                  | Melhor Atriz             | Jussara Freire     | Venceu    | [ 47 ] |
| 2007 | Troféu APCA                  | Melhor Novela            | Vidas Opostas      | Indicado  | [ 47 ] |
| 2007 | Prêmio Quem                  | Revelação                | Léo Rosa           | Venceu    | [ 48 ] |
| 2007 | Prêmio Quem                  | Melhor Atriz             | Maytê Piragibe     | Indicado  | [ 48 ] |
| 2007 | Prêmio Quem                  | Melhor Ator              | Heitor Martinez    | Indicado  | [ 48 ] |
| 2007 | Prêmio Quem                  | Melhor Autor             | Marcílio Moraes    | Indicado  | [ 48 ] |
| 2007 | Prêmio Extra de Televisão    | Melhor Novela            | Vidas Opostas      | Indicado  | [ 49 ] |
| 2007 | Prêmio Extra de Televisão    | Melhor Atriz             | Lucinha Lins       | Indicado  | [ 49 ] |
| 2007 | Prêmio Extra de Televisão    | Melhor Ator              | Heitor Martinez    | Indicado  | [ 49 ] |
| 2007 | Prêmio Extra de Televisão    | Melhor Ator              | Marcelo Serrado    | Indicado  | [ 49 ] |
| 2007 | Prêmio Extra de Televisão    | Ator Revelação           | Léo Rosa           | Indicado  | [ 49 ] |
| 2007 | Prêmio Extra de Televisão    | Melhor Ator/Atriz Mirim  | Pedro Malta        | Indicado  | [ 49 ] |
| 2007 | Prêmio Contigo!              | Melhor Autor             | Marcílio Moraes    | Indicado  |        |
| 2007 | Prêmio Contigo!              | Melhor Novela            | Vidas Opostas      | Indicado  |        |
| 2007 | Prêmio Contigo!              | Melhor Diretor           | Alexandre Avancini | Indicado  |        |
| 2007 | Prêmio Contigo!              | Melhor Ator Infantil     | Pedro Malta        | Indicado  |        |
| 2007 | Troféu Leão Lobo             | Melhor Novela            | Vidas Opostas      | Venceu    | [ 50 ] |
| 2007 | Troféu Leão Lobo             | Melhor Autor             | Marcílio Moraes    | Venceu    | [ 50 ] |
| 2007 | Troféu Leão Lobo             | Melhor Diretor           | Alexandre Avancini | Venceu    | [ 50 ] |
| 2007 | Troféu Leão Lobo             | Ator revelação           | Léo Rosa           | Indicado  | [ 50 ] |
| 2007 | Troféu Leão Lobo             | Melhor Atriz             | Maytê Piragibe     | Indicado  | [ 50 ] |
| 2007 | Troféu Leão Lobo             | Melhor Ator              | Marcelo Serrado    | Indicado  | [ 50 ] |
| 2007 | Troféu Leão Lobo             | Melhor Atriz Coadjuvante | Lucinha Lins       | Indicado  | [ 50 ] |
| 2007 | Troféu Leão Lobo             | Melhor Ator Coadjuvante  | Nicola Siri        | Indicado  | [ 50 ] |
| 2008 | Troféu Imprensa              | Melhor Novela            | Vidas Opostas      | Venceu    | [ 51 ] |
| 2008 | Troféu Internet              | Melhor Ator              | Heitor Martinez    | Indicado  |        |
| 2008 | Troféu Internet              | Melhor Atriz             | Lucinha Lins       | Indicado  |        |
| 2008 | Troféu Internet              | Melhor Novela            | Vidas Opostas      | Indicado  |        |